# Nossa Senhora do Livramento
Nossa Senhora do Livramento es una freguesia caboverdiana del municipio de Ribeira Grande.

## Geografía
La freguesia abarca parte de la isla de Santo Antão.

## Organización territorial
La freguesia contaba en 2010 con 2425 habitantes distribuidos en las entidades de población de:

### Ciudad
- Ponta do Sol

### Localidad
- Fontainhas